# فيلهلم يوليوس فورستر
فيلهلم يوليوس فورستر (بالألمانية: Wilhelm Foerster)‏ (و. 1832 – 1921 م) هو عالم فلك، وأستاذ جامعي من ألمانيا . ولد في جلونا غورا .
توفي في بوتسدام، عن عمر يناهز 89 عاماً.

## التعليم
تعلم في جامعة بون